# Alacarte
Alacarte (předtím Simple Menu Editor for GNOME or SMEG) je editor položek menu v desktopovém prostředí GNOME napsaný v jazyce Python. Je součástí GNOME od verze 2.16.
Alternativou k Alacarte je aplikace MenuLibre.